# Radio Mortale
Radio Mortale is een Nederlands radiostation dat uitsluitend Nederlandse muziek draait. 
Alle programma's worden gepresenteerd door een team van vrijwilligers, die ieder een eigen uitzending maken. Het merendeel van de playlist bestaat uit nieuwe muziek. Het station richet zich met name op moderne rock, pop, singer-songwriter, hiphop en dance. Het motto is 'bands en beats van eigen bodem', omdat er alleen Nederlands product (door Nederlanders of in Nederland gemaakt) wordt gedraaid. Daarbij ligt het accent op getalenteerde artiesten die (nog) niet landelijk worden opgepikt door bekendere media. Radio Mortale is via de lokale ether te beluisteren, via de kabel en zowel live als on-demand via internet.

## Ontstaan
Radio Mortale is in 1995 opgericht door medewerkers van Amsterdam FM (indertijd nog AFM). Er kwam extra zendtijd vrij bij Salto, de lokale Amsterdamse zendgemachtigde, en de vrijwilligers van het informatieve middagprogramma wilden in de avonduren graag een muziekprogramma maken over Nederlandse bands. Enerzijds omdat ze vonden dat daarvoor te weinig aandacht was op de radio en anderzijds omdat enkele zelf in een band speelden en zodoende hun muziek konden promoten. De naam Radio Mortale werd gekozen als verwijzing naar Salto Mortale.
Na een ruzie tussen enkele medewerkers van Radio Mortale en AFM splitste een deel van de medewerkers zich af in Radio De Buren. De overgebleven vrijwilligers zochten vervanging voor de vertrokken presentatoren en zetten onder de vlag van AFM Radio Mortale voort. In de tijd die volgde groeide de kloof tussen AFM  en Mortale. In de loop van 1997 gaf AFM  te kennen niet langer Mortale te willen ondersteunen, aangezien er geen enkele relatie meer was tussen de programmamakers van Mortale en de mensen van AFM . Er volgde een lang gevecht om het voortbestaan van het programma veilig te stellen.
Het grootste probleem waar Radio Mortale op dat moment mee te maken kreeg, was dat ze plotseling alle rekeningen van Salto moesten gaan betalen. Daarvoor werden die altijd vanuit de subsidiepot van AFM  betaald. Daarom werd contact gezocht met enkele sponsors. De beslissing om toch met het programma door te gaan is gemaakt op het moment dat twee bedrijven Radio Mortale wel wilden sponsoren. Daarbij kwam een doorstartsubsidie van Stichting Grap. Het voortbestaan van Radio Mortale was op dat moment gegarandeerd.

## Distributie
Radio Mortale is in Amsterdam en omstreken te ontvangen via de ether en kabel, en wereldwijd via de live-stream en on-demand stream op internet. 

## Opzet
Radio Mortale zendt elke werkdag tussen 20 en 21 uur uit op Stads FM van Salto. Elk programma wordt gepresenteerd, waarbij de verschillende presentatoren ieder een eigen avond hebben. Sommige presentatoren doen samen een uitzending, sommige presentatoren doen de uitzending alleen. De muzikale invulling van het programma ligt bij de presentator. Er is één vast item: de Mortalehit van de week. Deze wordt op maandag bekendgemaakt en de hele week als tweede plaat in de uitzending gedraaid.
Behalve het draaien van liedjes van opkomend talent is er ook ruimte voor interviews met muzikanten, programmeurs, festivalorganisatoren of andere muziekprofessionals die zich met Nederlands talent bezighouden. Daarnaast zijn er ook regelmatig bands en artiesten te gast in de studio voor live-sessies en interviews.

## Mortalehit en eindejaarsuitzending
Elke week kiest Radio Mortale de Mortalehit: een plaat die in de betreffende week in elke uitzending wordt gedraaid als tweede plaat in de uitzending. De Mortalehit wordt vaak gebruikt als aankondiging van een releaseparty van de betreffende band of artiest.
Ook is er de jaarlijkse Eindejaarsuitzending. Hiervoor kunnen luisteraars hun top 5 Nederlandse releases inzenden. Hetzelfde doen de DJ's van Radio Mortale en de muzikanten die zijn langs geweest in de uitzendingen. Uit al deze lijstjes volgt een top 10, met een winnaar: de maker van de beste plaat van Nederlandse bodem. In 2010 was dat Case Mayfield met zijn titelloze debuut-EP, in 2011 was dat Unicorn Loves Deer van Alamo Race Track. In 2012 ging de eer naar Bombay Show Pig.

## Mortale Live
Vier keer per jaar organiseert Radio Mortale live-avonden, waarbij talentvolle Nederlandse bands aan het publiek worden gepresenteerd. Mortale Live vond plaats in Winston Kingdom, Café Pakhuis Wilhelmina en is sinds mei 2013 verhuisd naar de foyer van de Sugar Factory. De line-up bestaat uit één singer-songwriter als opener, een talentvolle maar nog niet erg bekende tweede band en een iets bekendere headliner. De DJ's van Radio Mortale draaien de hele avond (dans)platen van Nederlandse bodem. De opbrengst van de avond komt geheel ten goede aan de kosten van de radio-uitzendingen. 